# 摩登原始人

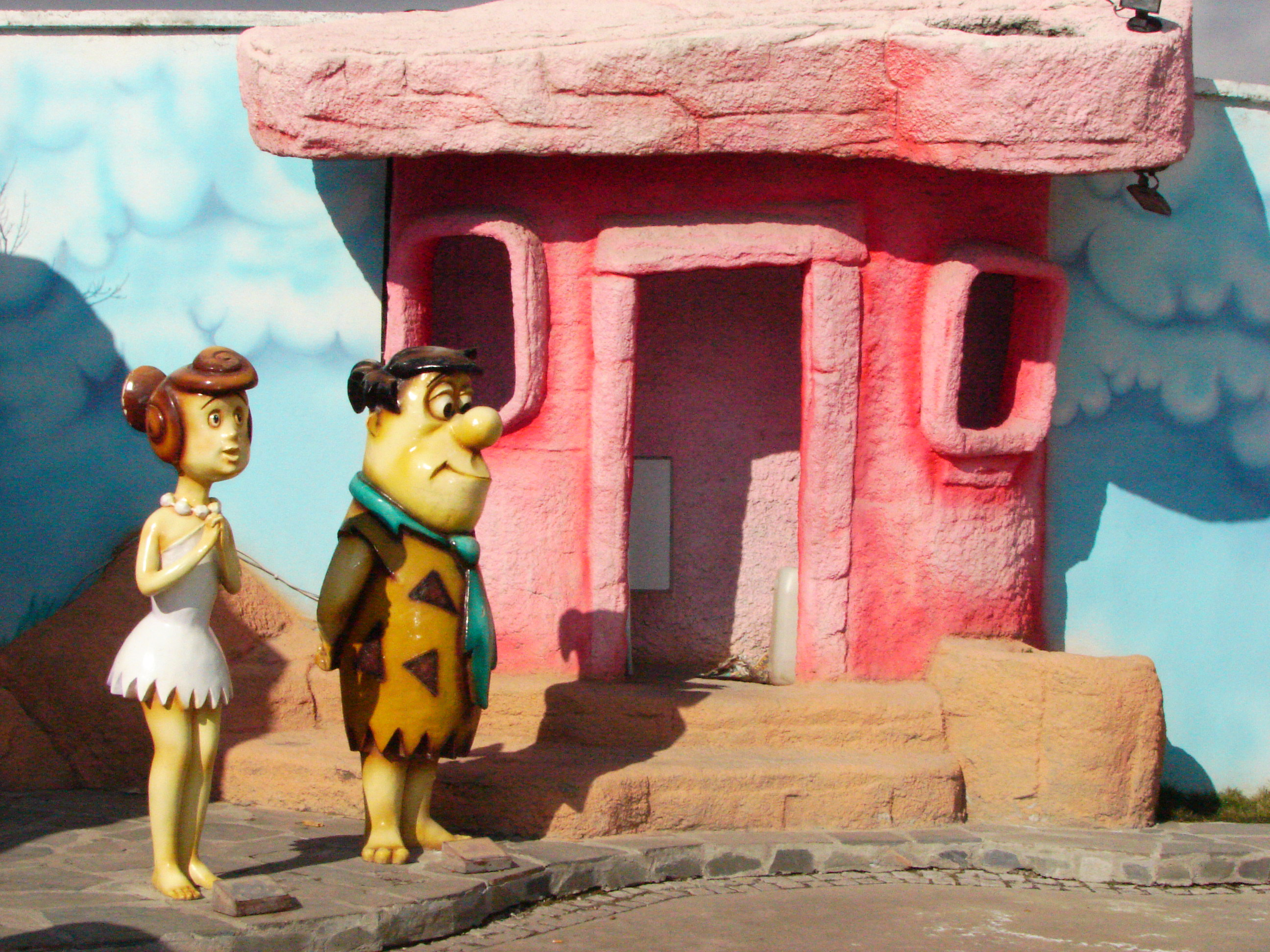
摩登原始人:弗雷德(右)及崴瑪(左)

《摩登原始人》，又称聰明笨伯、火石卡通、新石器时代、摩登原始人（英語：The Flintstones，原意为“打火石家族”）是由汉纳-巴伯拉制片公司所創作的美國動畫電視劇集。由1960年至1966年，它在美國廣播公司是其中一個最成功的動畫電視劇集。它的故事在某程度上參照了電視劇《蜜月期》。
故事背景發生在一個混合了1960年代美式生活的石器時代(在劇中，幾乎所有美式物質生活的事物都有其石器時代版的戲仿版本)，主要講述兩位男主人公家中及公司發生的事。兩位男主角為同事兼朋友。
1960年代至1970年代，動畫在香港麗的電視以粵語配音播出，80年代亞洲電視重播，90年代重新配音再次播出。
本動畫於1994年（石頭族樂園）及2002年（石頭族樂園2 賭城萬歲）曾被拍成真人版電影。

## 語源
聰明笨伯的中文名稱，來自長城畫片公司1929年由梅雪俦執導、梁梦痕主演的電影《聰明笨伯》。

## 登場人物
| 人物                             | 備註                                                         | 粵語配音      |
| 董輝/弗萊德 Fred Flintstone      | 本作主角。一個中年上班族，常惹出有趣的事。                   | 陳浩          |
| 慧瑪/威瑪 Wilma Flintstone       | 董輝/弗萊德之妻，每當董輝鬧出大事時，常幫忙解決。            | 何雪凝→徐愛貞 |
| 佩絲·弗林史東 Pebbles Flintstone | 董輝/弗萊德和慧瑪/威瑪的女兒，有一次董輝把一只猴子當作是她。 |               |
| 甸奴/ Dino                       | 董輝家的寵物，常在董輝下班時跳到他身上。                     |               |
| 班尼·羅伯 Barney Rubble          | 住在董輝家隔壁，為人和善。                                   | 周永光        |
| 比提·羅伯/貝蒂 Betty Rubble      | 班尼之妻，常跟慧瑪/威瑪話家常。                              | 余秀明        |
| 班班·羅伯 Bamm-Bamm Rubble       | 班尼和比提收養的小男孩。                                     |               |
| 跳鼠 Hoppy                       | 班尼買給班班的袋鼠寵物。                                     |               |
| 史雷德先生 Mr. Slate             | 董輝上班工廠的老闆。                                         |               |
| 阿諾 Arnold                      | 負責送報到董輝家的送報童。                                   |               |
| 普兒·史萊胡波 Pearl Slaghoople   | 慧瑪的母親，董輝的外母，經常追打董輝。                       |               |

## 各集標題
1. 鯨魚恐龍阿多比
2. 鄰居殺妻案
3. 安瑪歌出現了
4. 亞瑟的舞蹈教室
5. 太空人
6. 賽馬比賽
7. 巴尼寶貝
8. 懷念過去
9. 看不見的巴尼
10. 選美大賽
11. 尖石鎮的海德拉家族
12. 弗萊德打美式足球
13. 老天保佑
14. 一日老大
15. 保齡球芭蕾舞
16. 水牛大會
17. 沙瀝拉滴答山童子軍大會
18. 弗萊德灰姑娘
19. 馬戲團事業
20. 尖石鎮的掌聲
21. 爸爸們的無名氏
22. 佩絲參加選美大賽
23. 新鄰居勞拉
24. 迪諾拍電影
25. 誰才是船長
26. 邪惡博士
27. 海豹菲利波的救星
28. 訂婚戒指
29. 摩登飛行員
30. 弗萊德去夜校上課
31. 弗萊德組四人合唱團
32. 狡猾的炸彈婆婆
33. 了不起的弗萊德
34. 弗萊德的再次求愛
35. 弗萊德的飛行課程
36. 弗萊德之島
37. 弗萊德的惡作劇
38. 屬於女孩們的夜晚
39. 高爾夫球冠軍
40. 弗萊德的憂鬱
41. 新鄰居陰森家族
42. 海德拉家族和毛多多家族
43. 鬼屋不是屋
44. 夏威夷的逃亡
45. 滑雪場歷險
46. 拯救小嬰兒的英雄
47. 高中生弗萊德
48. 好萊石我來了！
49. 快樂的跳鼠
50. 喇叭手熱唇和尼根
51. 弗萊德買鋼琴
52. 弗萊德蓋房子
53. 催眠師
54. 烤麵包比賽
55. 印地安石頭賽車賽
56. 弗萊德縮小了
57. 弗萊德國王
58. 烈吻大盜
59. 有偷竊癖的佩絲
60. 混入水牛大會
61. 大情聖弗萊德
62. 班班
63. 很長的週末
64. 在石頭上的情書
65. 給史雷德先生的一封信
66. 化妝派對之出局入侵
67. 從瀝青地窖來的怪物
68. 公寓管理員弗萊德
69. 尖石鎮嬰兒選拔大賽
70. 岳母來訪
71. 搖滾樂手弗萊德
72. 巴尼不需要幫忙
73. 隱形巴尼
74. 巴尼大作戰
75. 弗萊德和威瑪交換身分
76. 佩絲的生日派對
77. 水牛俱樂部野餐運動大會
78. 小偷與女孩們的柔道課程
79. 大明星弗萊德
80. 二十年後的生活
81. 賭博中大獎
82. AKA SUPER STONE鬧劇一場
83. 巫婆莎蔓莎
84. 看見雙胞胎
85. 安心睡吧！弗萊德
86. 電影明星弗萊德
87. 紳士弗萊德
88. 石頭手指的胡鬧
89. 衝浪高手弗萊德
90. 羅伯家的大驚喜！
91. 弗萊德去瑞士
92. 賽馬馬票
93. 游泳池爭奪戰
94. 弗萊德打棒球
95. 十個外星弗萊德
96. 時光機器
97. 巴尼腹語術
98. 威瑪的錢不見了！
99. 弗林史東家的聖誕節
100. 弗萊德和外星人

## 重啟
2019年7月，華納宣佈製作《摩登原始人》重啟系列，由伊莉莎白·班克絲和她的影視製作公司負責開發。

## 相關
- 約瑟·巴貝拉
- 杰森一家

## 資料來源
1. ↑  Andreeva, Nellie. . Deadline. 2019-07-11  [2019-07-12]. （原始内容存档于2021-02-25） （美国英语）.

## 外部連結
- Museum of Broadcast Communications' entry on the Flintstones
- Webrock: The Flintstones and Hanna-Barbera Page
- Stone Trek （页面存档备份，存于）
- 電影資料庫:聰明笨伯
- TV.com的聰明笨伯 （页面存档备份，存于）
- The Flinstones page at Toonopedia
- BygoneTV上的聰明笨伯 （页面存档备份，存于）